# Toi, la musique et moi
Chansons représentant Monaco au Concours Eurovision de la chanson
Une chanson c'est une lettre
(1975) Une petite Française
(1977)
Toi, la musique et moi est une chanson de la chanteuse italienne Mary Cristy, de son vrai nom Marie Ruggeri, écrite par Gilbert Sinoué et composée par Georges Costa, sortie en 45 tours en 1976. 
C'est la chanson choisie pour représenter Monaco au Concours Eurovision de la chanson 1976 qui se déroulait à La Haye aux Pays-Bas.
Mary Cristy a également enregistré la chanson en allemand sous le titre Die Musik und ich (« La musique et moi »), en anglais sous le titre Thank You for Rushing into My Life (« Merci de t'être précipité dans ma vie »), en espagnol sous le titre La música, tú y yo (« La musique, toi et moi »), et en italien sous le titre La musica e noi due (« La musique et nous deux »).

## Concours Eurovision de la chanson
Elle est intégralement interprétée en français, langue nationale, comme l'impose la règle entre 1977 et 1999.  L'orchestre est dirigé par Raymond Donnez (en).
Toi, la musique et moi est la seizième chanson interprétée lors de la soirée, après Uma flor de verde pinho (en) de Carlos do Carmo pour le Portugal et avant Un, deux, trois de Catherine Ferry pour la France. À l'issue du vote, elle a obtenu 93 points, se classant 3e sur les 18 chansons,.

## Liste des titres
Singles de Mary Cristy
Des mots sur le sable
(1976)
| A1. | Toi, la musique et moi  | Gilbert Sinoué  | Georges Costa       | 2:27 |
| B1. | Juste un peu de chagrin | Pierre D'Heaume | Alec R. Costandinos | 2:48 |

## Classements

### Classement hebdomadaire
| Classement (1976)                       | Meilleure position |
| --------------------------------------- | ------------------ |
| Belgique (Wallonie Ultratop 50 Singles) | 46                 |
| France (IFOP)                           | 27                 |

## Historique de sortie
| Pays        | Titre                              | Date | Format   | Label            |
| ----------- | ---------------------------------- | ---- | -------- | ---------------- |
| Allemagne,  | Toi, la musique et moi             | 1976 | 45 tours | Polydor          |
| Belgique    | Toi, la musique et moi             | 1976 | 45 tours | Polydor          |
| Espagne     | Toi, la musique et moi             | 1976 | 45 tours | Polydor          |
| France      | Toi, la musique et moi             | 1976 | 45 tours | Polydor          |
| Japon       | Toi, la musique et moi             | 1976 | 45 tours | Polydor          |
| Pays-Bas    | Toi, la musique et moi             | 1976 | 45 tours | Polydor          |
| Yougoslavie | Toi, la musique et moi             | 1976 | 45 tours | Polydor, PGP RTB |
| Allemagne   | Die Musik und ich                  | 1976 | 45 tours | Polydor          |
| Italie      | La musica e noi due                | 1976 | 45 tours | Polydor          |
| Royaume-Uni | Thank You for Rushing into My Life | 1976 | 45 tours | Polydor          |